# Beirat für Wirtschafts- und Sozialfragen
Der Beirat für Wirtschafts- und Sozialfragen ist ein 1963 von den österreichischen Sozialpartnern als Instrument der Versachlichung der Politik, namentlich der Wirtschaftspolitik, gegründetes Gremium. Er ist formell integriert in die Paritätische Kommission für Preis- und Lohnfragen. Der informell strukturierte Beirat hat vor allem die Aufgabe, auf  sozialpartnerschaftlichem Konsens beruhende Gutachten und Studien zu erstellen und zu veröffentlichen. Bei der Formulierung dieser Studien werden in der Regel auch externe Experten herangezogen. 
Als Blütezeit des Beirats gelten die 1960er und 1970er Jahre.